# 聖瑪利亞和克萊蒙教堂

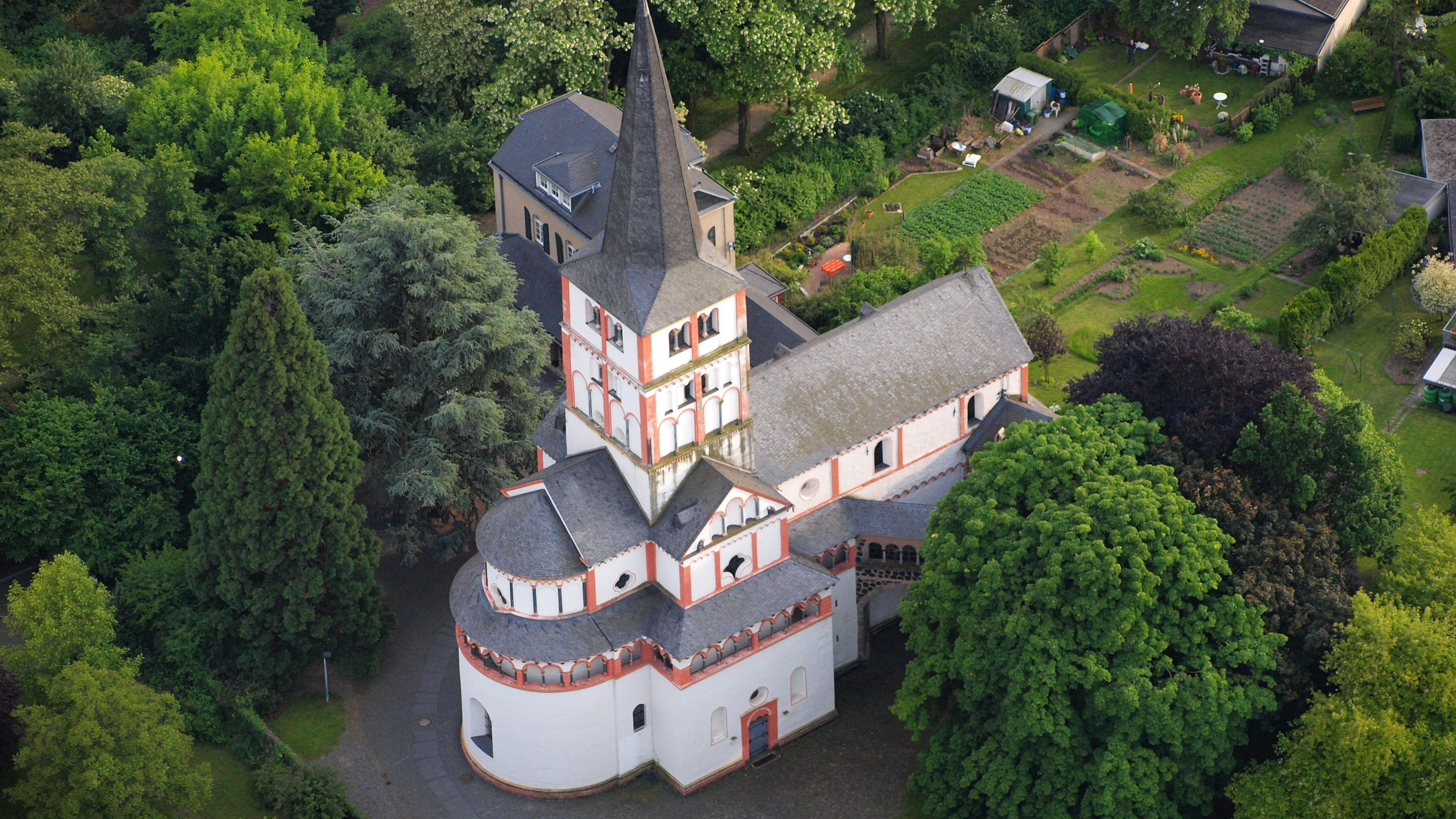
聖瑪利亞和克萊蒙教堂

聖瑪利亞和克萊蒙教堂（德語：Doppelkirche St. Maria und Clemens）是位於德國北萊茵-威斯特法倫州城市波恩的一座教堂，為羅馬式建築。因該教堂由上教堂和下教堂兩部分構成，因此又有「雙教堂」之稱。這座教堂以其精美的壁畫而著稱。